# La Combe-de-Lancey
 La Combe-de-Lancey  es una población y comuna francesa, en la región de Ródano-Alpes, departamento de Isère, en el distrito de Grenoble y cantón de Domène.

## Demografía
| 358 | 249 | 243 | 350 | 452 | 528 | 611 | 644 | 707 | 699 | 709 | 722 |
| Para los censos de 1962 a 1999 la población legal corresponde a la población sin duplicidades (Fuente: INSEE [Consultar]) |     |     |     |     |     |     |     |     |     |     |     |